# Chris Cunningham
 (septembre 2016).
Si vous disposez d'ouvrages ou d'articles de référence ou si vous connaissez des sites web de qualité traitant du thème abordé ici, merci de compléter l'article en donnant les références utiles à sa vérifiabilité et en les liant à la section « Notes et références ».
Pour les articles homonymes, voir Cunningham.
Christopher Cunningham, connu sous le pseudonyme de Chris Cunningham, né le 15 octobre 1970 à Reading, Berkshire, est un vidéo-plasticien britannique. Il est notamment connu pour les clips vidéos qu'il a réalisés.

## Carrière et style
Dans les années 1990, il travaille sur les effets spéciaux de plusieurs films américains, dont Alien 3 et Alien, la résurrection.
Pendant son année passée à travailler sur les effets spéciaux du film A.I. (projet de Stanley Kubrick adapté ensuite par Steven Spielberg), Chris Cunningham décide de réaliser ses propres vidéos. Sa rencontre, en 1995, avec Sean et Rob du groupe Autechre, lui permet alors de faire son tout premier vidéo-clip.
Il intègre dans ses films sa pratique de la sculpture. Par exemple, pour le clip de Second Bad Vilbel, il construit lui-même une sorte de machinerie industrielle dans son jardin qu'il a ensuite filmée. De même, il utilise ses capacités de peintre et dessine, avant chaque tournage, des storyboards très précis de ses idées.
En 1996, il réalise plusieurs autres clips pour d'autres groupes, dont Placebo. En 1997, il commence une longue collaboration avec le musicien électronique Aphex Twin, qui donne naissance à plusieurs projets, notamment aux vidéo-clips de Come to Daddy et Windowlicker, ainsi qu'à un film et une vidéo-installation.
D'autres artistes sont intéressés par son travail, son style et sa créativité, dont Björk et Madonna.
Ses inspirations lui viennent en marchant dans la rue, en écoutant de la musique : « parfois un son dans une musique déclenche chez moi un souvenir ou un rêve qui lance le processus... »[réf. nécessaire] Dans Come to Daddy par exemple, Aphex Twin utilise des voix d'enfants, ce qui a rappelé à Chris Cunningham que dans son adolescence, il se faisait poursuivre par des enfants plus jeunes que lui et qui le terrorisaient. Il a ainsi exploité ce souvenir pour son clip.

## Vidéo-clips

### Aphex Twin
1997
- Come to Daddy

Richard D. James utilise son visage pour le design de ses pochettes de disques, et dans le titre « Come To Daddy » des sons de voix d'enfants ; Chris Cunningham a combiné les deux.
Des enfants (en réalité des nains) masqués du visage d'Aphex Twin en latex et silicone.
Le clip a été tourné dans la banlieue Est de Londres.
1999
- Windowlicker : le titre est composé à partir de sons tirés de vidéos pornographiques.

Chris Cunningham en tire parti et réalise un clip trash dans lequel des filles changent de sexe pour recouvrir celui d'Aphex Twin ainsi que son visage.
Ambiance « Los Angeles » : limousine de 50 m de long, filles siliconées en maillot de bain se trémoussant sur la plage, un Aphex Twin dansant « singing in the rain » version Michael Jackson et du champagne.
Chris Cunningham se joue de la connotation pornographique : les bombes sexuelles deviennent des hommes (voire des monstres), elles finissent par devenir grosses et balancent en musique leur cellulite, le tout arrosé par des giclées de champagne.
2005
- Rubber Johnny : près de quatre ans auront été nécessaires à Cunningham pour penser, réaliser, monter et finaliser Rubber Johnny, un film de 6 minutes, basé sur une composition d'Aphex Twin (Afx 237 v.7, un des titres de l'album drukqs). Dans une obscurité oppressante, il met en scène les transformations cauchemardesques d'un enfant mutant et hyperactif enfermé dans une cave, et animé par son imagination morbide...

### Björk
- All Is Full of Love

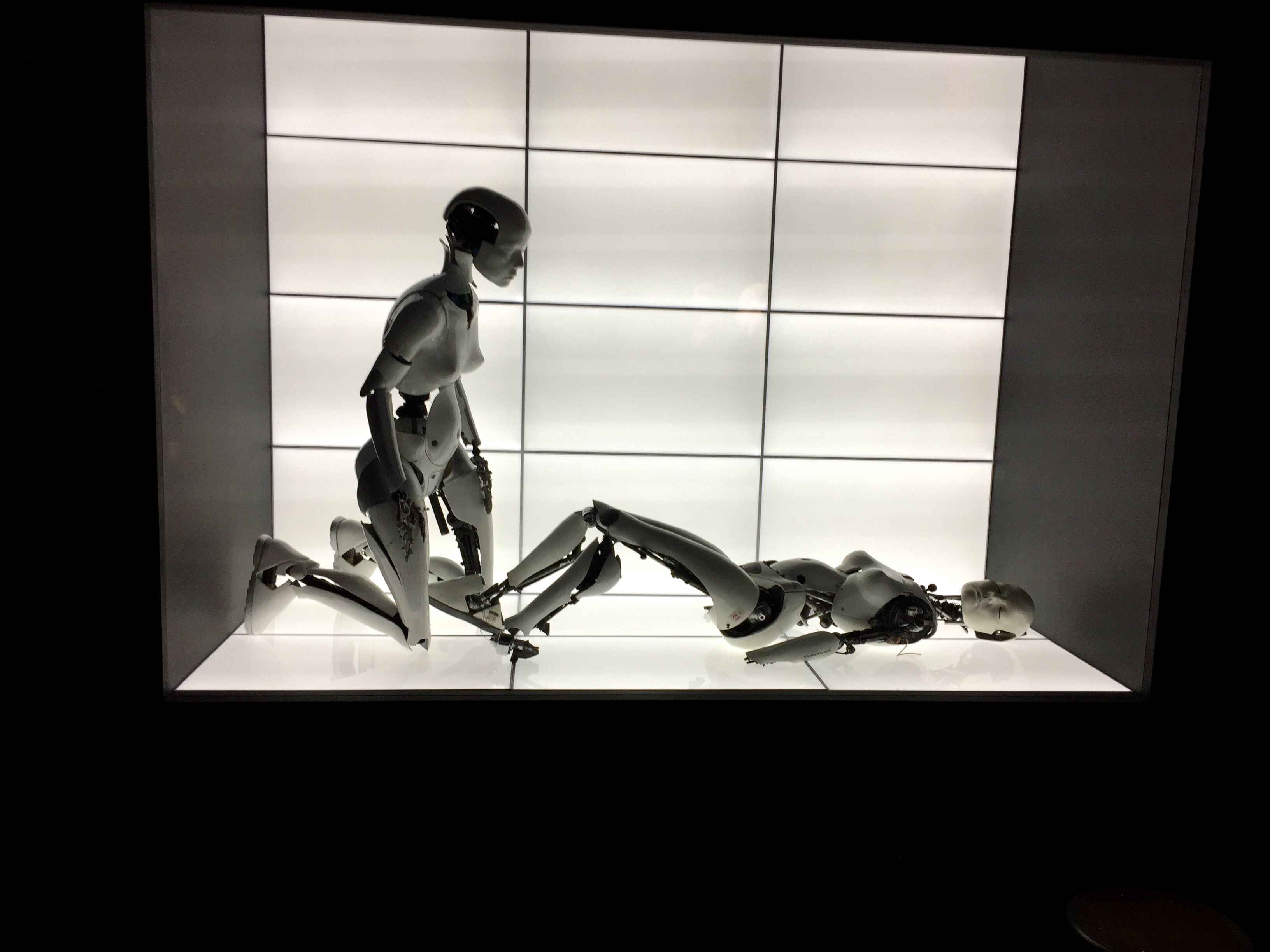
Répliques des robots du clip de All Is Full of Love exposée au MoMA de New York en 2015.

Dans ce clip, Chris Cunningham exploite sa fascination pour le corps humain et pour la machinerie, la robotique... Mais d'une manière qui n'est nullement gratuite.
Deux robots (des humanoïdes au visage de Björk) viennent à la vie dans une salle d’opération où seuls deux énormes bras robotiques bougeaient alors sous des lumières froide néon. Et dans ce décor froid et aseptisé un processus organique donne vie au métal, on voit des fluides couler, une naissance.  
"Quand j'ai entendu la chanson pour la première fois, j'ai écrit les mots « sexuel, lait, porcelaine blanche, chirurgie ". Ce lien immédiat avec la sexualité qu'avait ressenti Cunningham s'est trouvé renforcé lorsque Björk est arrivé à son bureau de Londres avec un livre de gravures chinoises du Kama Sutra. Ce fut la seule feuille de route pour le guider de la part de la chanteuse.
"Le sentiment, l'émotion de la chanson c'est cette idée de se fondre et d'aimer totalement ce qui est autour de nous et de ressentir que tout ce qui est autour de moi me donne de l'amour, après une longue période où j'en ai été privé. La chanson, au fond, c'est croire en l'amour ; l'amour n'est pas seulement entre deux personnes, non il est partout  tout autour de nous. Même si vous n'obtenez pas l'amour de la personne A, ça ne veut pas dire qu'il n'y a pas de l'amour ailleurs. C'est l'idée que lorsque vous donnez de l'amour obstinément dans une direction particulière... alors vous en attendez en retour... comme si c'était un dépôt à la banque ou quelque chose de cet ordre. C'est comme prendre conscience que c'est toi qui décide de l'amour que tu donnes, mais ce n'est pas à toi de décider où tu le donnes."
La vidéo est une métaphore de ce sentiment d'universalité, l'amour (ici au travers des corps) est partout, même dans des câbles et des machines, il se diffuse et donne naissance à la vie.

### Autres
- Autechre Second Bad Vilbel

1995
- Portishead Only you

Des corps flottant dans un environnement sec. Les mouvements sont ralentis, les cheveux ondulent, les personnages ont l'air d'être sous l'eau mais les bouches articulent parfaitement et aucune bulle d'air ne s'en échappe.
1996
- Placebo 36 degrees

Nouveau clip tourné en milieu aquatique. Les plans alternent entre la surface, dans un milieu marécageux, et les profondeurs, depuis lesquelles les musiciens jouent leur morceau en apnée.
1997
- The Horrors Sheena is a parasite

Clip vidéo réalisé avec une partie de vidéos montrant le groupe et une autre, réalisée par Chris Cunningham. Le clip date de 2006.
1998
- Madonna Frozen

Madonna se transforme en chien, aigle, corbeau, par le biais du morphing.
- Leftfield Afrika Shox

Un homme parcours une ville des États-Unis (vraisemblablement New York). Dans l'indifférence générale, il brise ses membres un à un, comme un vase ou une poterie, en tombant ou en se faisant bousculer par les passants. La critique du comportement du monde occidental envers les pays du tiers-monde et en particulier l'Afrique y est flagrante. Malgré les appels à l'aide, personne ne fait quoi que ce soit pour l'aider.
- Squarepusher Come On My Selector

2013
Plus récemment, dans une interview donnée au magazine américain Rolling Stone, Michel Gondry révèle que Chris réalise déjà l'un des clips du prochain album des Daft Punk, en collaboration avec Kanye West.

## Spots publicitaires
- Nissan Commercial Engine
- Sony Playstation Mental Wealth
- Sony Playstation PSP
- Telecom Italia Commercial Quiet
- Levis Original
- ITV Sport Commercial Sport Is Free
- Flora by Gucci I Feel Love

## Autres travaux
- Flex

Court film réalisé en 2000 sur une musique d'Aphex Twin
«An abstract, anatomical film».
Deux corps flottant, qui se battent, qui s'ébattent...des muscles, de la chair, la peau.
- Monkey Drummer

Installation vidéo sur une musique d'Aphex Twin (Mt. Saint Michel Mix + St. Michaels Mount)
- Supreme

Il collabore avec la marque de vêtements Supreme qui dévoile en 2018 une collection de vêtements inspirés de la vidéo Rubber Johnny que Cunningham a créée avec Aphex Twin en 2005.
Un DVD sorti en 2003 permet de se faire une idée du parcours de Chris Cunningham: Director's Series, Vol. 2 - The Work of Director Chris Cunningham.